# Бебан Максим Панасович
Макси́м Пана́сович Беба́н (*10 лютого 1913, с. Керетіно, нині Ковилкінський район Республіка Мордовія — †16 квітня 1986, м. Саранськ, Республіка Мордовія) — мокшанський поет (зокрема, байкар), перекладач (зокрема, творів Тараса Шевченка).

## Біографія
Офіційне ім'я — Максим Афанасієвич Бябін. Народився у селянській родині. Закінчив Саранський педагогічний технікум (1931).
1931—1934 — літературний працівник районної газети м. Зубу (Зубова Поляна) «Од веле» (Нове життя).
1934—1935 — секретар оргкомітету спілки письменників новоутвореної Мордовської АРСР.
1935—1937 — відповідальний секретар журналу «Колхозонь эряф» (Колгоспне життя).
1939 — заочно закінчив Мордовський педагогічний інститут імені Полєжаєва, заробляв на життя педагогічною працею в Московській області РРФСР.
Учасник оборони Києва в складі Сталінських військ (1941). Після закінчення війни, працівник газети «Мокшень правда» (1946—1947), відповідальний секретар СП Мордовії (1947–1949). Користувався прихильністю номенклатури Мордовської АССР, що дало змогу очолити республіканське видавництво (1949—1961). Також відповідальний секретар журналу «Мокша».

## Творчість
Перший вірш «Микита-тракторист» надруковано у газ.є «Мокшень правда» (1930). Автор поем, оповідань, збірок віршів: «Весні назустріч» (1932), «Вогні в долині» (1946), «Моя вина» (1957), «Про що співають сопілки» (1962). Також написав роман «Тундань нармотть» («Весняні птахи», 1962, про мокшанське село). Підготував книжки байок «Золотий горішок» (1980), «Байки» (1986).
Всього вийшло близько 20 поетичних збірок. Багато писав для дітей.
Автор лібретто мокшанської опери «Нормальня» (Ягідка), яку поставив Мордовський музично-драматичний театр (1962).

## Зв'язки з Україною
Б. переклав мокшанською мовою вірш Тараса Шевченка «Заповіт» (1939; нова редакція в журналі «Мокша», 1964, № 2; з деякими уточненнями цей переклад увійшов до антології «Тарас Шевченко: „Заповіт“ мовами народів світу». — К., — 1989), а також поезій «Доля» і «Якби ви знали, паничі» (обидві — 1954). За даними І.Інжеватова, також «Я не нездужаю, нівроку» (вміщено у мокшанській збірці «Українські вірші та оповідання», 1954).
Перекладав мокшанською мовою твори російських поетів (Олександр Пушкін, Микола Нєкрасов, Олександр Блок, Олександр Твардовський, Сергій Єсенін).
Довідка про Бебана міститься в Шевченківській Енциклопедії. Автор — український фіно-угрознавець Борис Хоменко.

## Твори в російських перекладах
- Моя весна: Лирика и сатира. — Саранск, 1957.